# Região Geográfica Imediata de Caxambu-Baependi
A Região Geográfica Imediata de Caxambu-Baependi é uma das cinco regiões imediatas da Região Geográfica Intermediária de Pouso Alegre do estado brasileiro de Minas Gerais criadas pelo Instituto Brasileiro de Geográfica e Estatística (IBGE) em 2017. É composta por 8 municípios.
Caxambu é o município mais populoso da região imediata, com 21.566 habitantes, de acordo com estimativas de 2021 do Instituto Brasileiro de Geografia e Estatística (IBGE).

## Municípios
| Município | População   | Área(km²)   |
| --------- | ----------- | ----------- |
| Aiuruoca  | 6.003 hab.  | 650,069 km² |
| Baependi  | 18.292 hab. | 751,748 km² |
| Carvalhos | 4.555 hab.  | 282,587 km² |
| Caxambu   | 21.566 hab. | 100,203 km² |
| Cruzília  | 15.417 hab. | 522,419 km² |
| Minduri   | 3.840 hab.  | 220,425 km² |
| Seritinga | 1.790 hab.  | 114,451 km² |
| Serranos  | 2.023 hab.  | 212,493 km² |